# Magesh Chandran Panchanathan

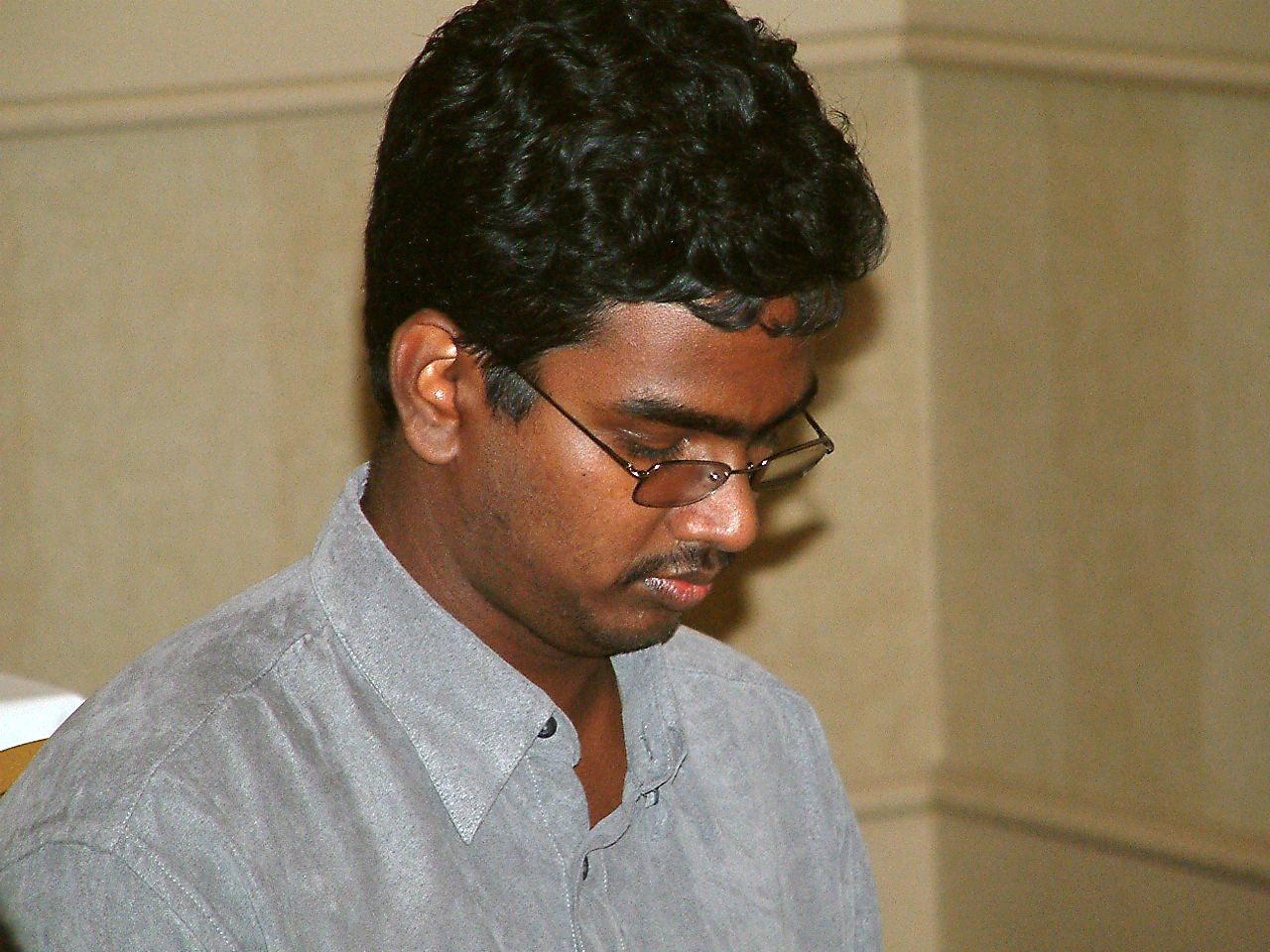
Magesh Chandran - foto worldopen.com

Magesh Chandran Panchanathan (Madurai, 10 augustus 1983) is een Indiaas schaker met FIDE-rating 2475 in 2017. Hij is, sinds 2006, een grootmeester (GM). 

## Schaakcarrière
In 2003 won hij in Sri Lanka het Aziatisch kampioenschap voor junioren. In 2005 werd hij met 7.5 pt. uit 9 gedeeld eerste, met Kamil Mitoń, in het 33e World Open, gespeeld in Philadelphia tijdens het weekend van Independence Day. Kamil Mitoń werd eerste na de tie-break. Eveneens in 2005 won hij het UTD GM Invitatietoernooi in Richardson. In 2006 werd hem de GM-titel verleend.  In 2008 werd hij gedeeld 3e–6e met Nguyen Anh Dung, Sadikin Irwanto en Susanto Megaranto in het Kuala Lumpur Open toernooi. In 2009 werd hij bij de Mumbai Mayor Cup gedeeld 1e–4e met Aleksandr Aresjtsjenko, Humpy Koneru en Jevgeni Mirosjnitsjenko. In 2010 werd hij gedeeld 3e–6e met Vladimir Malaniuk, David Smerdon, Saptarshi Roy Chowdhury bij de Doeberl Cup in Canberra. In 2011 werd hij in het 3e Orissa International GM Open schaaktoernooi gedeeld 2e-4e met Tigran L. Petrosjan en Abhijeet Gupta. In hetzelfde jaar werd hij derde in Berkeley. In 2012 won hij het Philadelphia Open met 7 pt. uit 9. In 2015 won hij, samen met GM Sergei Azarov, in Morristown het New Jersey Open toernooi; beide winnaars behaalden 5 pt. uit 6.
In mei 2010 bereikte hij de rating 2549. Op de Internet Chess Club schaakt hij onder de naam "thamizhan".

## Overig
Hij behaalde zowel Bachelor als Master titels aan de Universiteit van Texas in Dallas (UTD). 

## Partij
De analyses bij de onderstaande partij zijn afkomstig van Lubomir Kavalek, uit een artikel in The Washington Post (11 juli 2005).
Stanley Fink Jr. – Magesh Chandran Panchanathan, Trompovsky Opening. 1.d4 Pf6 2.Lg5 Pe4 3.Lh4 (Deze oude variant binnen de Trompovsky-opening werd herontdekt door de Spaanse GM Juan Bellon Lopez.) 3...g5!? (Dit leidt tot een scherpe positie met kansen voor beiden. Zwart kan het vermijden middels het solide 3...d5.) 4.f3 gxh4 5.fxe4 c5 6.e3 Lh6 (Wit kan deze sterke loper niet neutraliseren.) 7.Pd2!? (De ontdekking van Juan Bellon Lopez. Eerder probeerde hij 7.d5 en pas na 7...Lxe3 de zet 8.Pd2. Een andere interessante variant is 7.Lc4. Op verdedigen van de pion e3 met 7.Kf2 kan zwart reageren met 7...d5!) 7...Lxe3 8.Pgf3?! (Dit geeft zwart de kans de zwarte velden te domineren. Bellon geeft de voorkeur aan 8.d5, resulterend in een meer gesloten positie.) 8...cxd4 9.Pc4 Pc6 10.c3 (Nu zou 10.Pxe3 dxe3 11.De2 Db6 12.0-0-0 d6 beter zijn voor zwart.) 10...d6 11.cxd4 Lf4 12.d5 (Geeft de zwarte velden op, maar behoud van het centrum was moeilijk. De positie van wit stort snel in elkaar na 12.Pxh4 d5! 13.exd5 Dxd5 14.Pf3 Lg4.) 12...Pe5 13.Pcxe5? (Misschien was zwarts volgende zet wit ontgaan; anders zou hij 13.Pfxe5 dxe5 14.Db3 spelen.) 13...Da5+! 14.Pd2 dxe5 15.a3 (Wit verliest meer tijd terwijl hij uit zwarts greep probeert te komen.) 15...Ld7 16.b4 Db6 17.Pc4 Dg6 18.Le2? (Een blunder, maar zelfs na 18.Df3 Tc8! heeft wit problemen, bijvoorbeeld 19.Le2 h5! 20.h3 Lg3+ 21.Kf1 f5.) 18...Lxh2!? (Dit wint onmiddellijk een pion, maar nog sterker was geweest 18...b5!, bijvoorbeeld 19.Pb2 Dxg2 20.Tf1 Lxh2; of 19.Pa5 Dxg2 20.Lf3 Db2 en zwart wint.) 19.Lf3 (Na 19.Txh2 Dg3+ valt de witte toren.) 19...Lg3+ 20.Ke2 Tc8 21.Tc1 Lb5 22.Db3 Da6 (De pin, in combinatie met de dominantie op de zwarte velden is beslissend, bv.: 23.Kd3 Db6 24.Db2 Lf2 en er dreigt 25...De3+.) Wit geeft op.

## Externe koppelingen
- (en)   Informatie over schaakpartijen van Magesh Chandran Panchanathan op ChessGames.com
- (en)   Informatie over schaakpartijen van Magesh Chandran Panchanathan op 365chess.com
- (en)  FIDE-ratinggegevens voor Magesh Chandran Panchanathan